# Болдырев, Владимир Иванович (лётчик)
Владимир Иванович Болдырев (1918—1997) — советский военный лётчик и пилот ГВФ; Заслуженный пилот СССР (1969).

## Биография
Родился 28 января 1918 года в Ростове-на-Дону.
Окончив школу, в 1936 году в Ростовский государственный университет. Одновременно учился в местном аэроклубе, который закончил в 1937 году. Решив продолжить карьеру лётчика, по комсомольской путевке был распределен в Ворошиловградскую школу военных летчиков. Из неё был выпущен летчиком-инструктором и распределен во 2-ю Чкаловскую авиашколу штурманов.
Участник Великой Отечественной войны, на которую был призван 1 ноября 1941 года. Служил в авиации дальнего действия, окончил войну в звании капитана. Принимал участие в Параде Победы 1945 года.
После войны служил в транспортной и гражданской авиации, летал на первых реактивных пассажирских Ту-104 и Ту-114. Заочно окончил Киевский институт инженеров гражданской авиации. Выйдя на пенсию в 1978 году, проживал в Москве.
Умер 23 июня 1997 года в Москве. Похоронен на Введенском кладбище (23 уч.).

### Семья
Владимир Иванович Болдырев был зятем Героя Советского Союза — М. В. Водопьянова. Его сын — Михаил Болдырев, названный в честь своего знаменитого деда, тоже пошёл по стопам отца и деда, став командиром воздушного корабля Ил-86, совершающего рейсы на международных авиалиниях; Заслуженный пилот Российской Федерации.

## Награды
- Награждён орденами Красного Знамени и Отечественной войны 2-й и 1-й степеней, а также медалями «За оборону Одессы», «За оборону Севастополя», «За оборону Сталинграда», «За оборону Ленинграда», «За оборону Москвы», «За взятие Кенигсберга» и «За победу над Германией в Великой Отечественной войне 1941—1945 гг.»